# 機械責任者
機械責任者（きかいせきにんしゃ）は、高圧ガス製造保安責任者国家資格のうちの1つ。経済産業省管轄。

## 種類
甲種と乙種に分かれる。
- 甲種は、石油化学コンビナート等高圧ガス製造事業所において機械に関係する製造に係る保安の統括的な業務を行う。保安技術管理者、保安主任者及び保安係員に選任される。
- 乙種は、石油化学コンビナート等高圧ガス製造事業所において、機械に関係する製造に係る保安の統括的又は実務的な業務を行う。保安主任者及び保安係員に選任される。

## 国家試験
国家試験は年1回実施される（実施は高圧ガス保安協会）。高圧ガス製造保安責任者講習を受講していると一部免除になる。

## 試験科目
甲種
1. 高圧ガス保安法に係る法令
2. 高圧ガスの製造(冷凍のための製造を除く。)に必要な機械に関する高度の保安管理の技術
3. 高圧ガスの製造に必要な高度の機械工学

乙種
1. 高圧ガス保安法に係る法令
2. 高圧ガスの製造(冷凍のための製造を除く。)に必要な機械に関する通常の保安管理の技術
3. 高圧ガスの製造に必要な通常の機械工学

## 講習科目
1. 法令
2. 保安管理技術
3. 学識
4. 検定試験（法令、学識）